# 조사의의 난
조사의의 난(趙思義ㅡ亂)은 1402년 11월 안변부사 조사의가 동북면(함경도)에서 일으킨 반란을 일컫는다.
1398년 제1차 왕자의 난으로 방번과 방석(芳碩)이 희생되었다. 안변 부사 조사의와 신덕왕후 강씨(태조 이성계의 계비)의 조카 강현은 그 원수를 갚는다면서 태종(이방원) 때인 1402년 태상왕 태조의 위세(태조 이성계의 배후 가능성)를 등에 업고 봉기하였다. 안변을 중심으로 동북면 전 지역이 거점이며 여진족의 참여 가능성(이성계의 활동무대) 조정에서 박순(朴淳), 송류(宋琉) 등을 파견하여 반군을 회유하였으나 도리어 죽음을 당하였다. 초기에는 반군이 우세하여 관군의 선봉 이천우(李天佑)를 격파하였으나 그 후 관군이 군을 재정비하고 재공격을 가하자 반군은 무너졌고 조사의 등은 체포되어 처형되었다. 함흥차사(咸興差使)의 고사(古事)가 바로 이 사건에서 연유되었다.

## 같이 보기
- 조사의
- 계유정난
- 세조찬위
- 남이의 옥사
- 신덕왕후
- 태조